# Kürdəsər
Kürdəsər è un comune dell'Azerbaigian situato nel distretto di Lerik. Conta una popolazione di 810 abitanti.